# Noreña
Noreña es un concejo de la comunidad autónoma del Principado de Asturias (España); una parroquia de dicho concejo y una villa de dicha parroquia, capital municipal. El concejo está situado en el centro de la región y comprende tres parroquias, las cuales comprenden nueve entidades singulares de población: la villa de Noreña, único que forma núcleo, y otros lugares y caserías, de poblamiento diseminado, ninguno de los cuales supera los 30 habitantes. Es uno de los concejos con una de las mayores densidades de población del Principado, con una población de 5102 habitantes (INE 2024).
El territorio del concejo de Noreña está formado por cinco territorios separados, con una superficie total de solo 5,29 km², siendo el concejo más pequeño de Asturias. Cuatro de los territorios son enclaves dentro del concejo de Siero, mientras que el quinto, el más sureño, limita con Siero y Langreo. El concejo está próximo a algunas de las principales vías de comunicación del Principado: la A-64 (Autovía Oviedo - Villaviciosa), la AS-I (Autovía Minera), la N-634 (San Sebastián - Santiago de Compostela) y la AS-376 (Carretera Carbonera).
Este concejo siempre ha gozado de un merecido puesto en el arte culinario. Las industrias cárnicas y chacineras de Noreña han conseguido que cuente con una base importante para realizar una gastronomía de calidad, destacando sus callos, el adobo, las mollejas, la fabada y los sabadiegos, que cuentan con una institución que los promociona: La Orden del Sabadiego. Son asimismo famosas sus fiestas gastronómicas y la fiesta del Ecce Homo.

## Geografía
Integrado en la comarca de Oviedo, se sitúa a 15 kilómetros del centro de la capital asturiana. El término municipal está atravesado por la carretera N-634, entre los kilómetros 394 y 395, y por las carreteras locales de 1.º orden AS-376, que discurre paralela a autovía AS-I, y AS-384, que conecta con Llanera. 

[E]l término de la villa y sus arrabales, ocupa de Oriente a Poniente, medio cuarto de legua largo, y de Norte a Mediodía, otro tanto, a corta diferencia y de circunferencia, por leguas, tendrá una larga, poco más o menos, y, por horas, se tardará dos en andarla rodeándola. Linda al O. y al Mediodía con el río que viene del puente de Agüeria hasta el Rebollar, que está más abajo de la iglesia de la parroquia de Argüelles, y al N. con la de San Martín de Anes, ambas del concejo de Siero, que por todas partes rodea esta Jurisdicción, que hacia el N. termina en el Callejón que llaman de Agüeria y sitio y término de la Cruzada, que hay en el camino real que va a Gijón, y al Poniente, en el camino que va por junto a casa de Juan González, a la fuente de la Reguerina, siguiendo sus aguas y corrientes por los prados de la Gorguera hasta entrarse en dicho río.

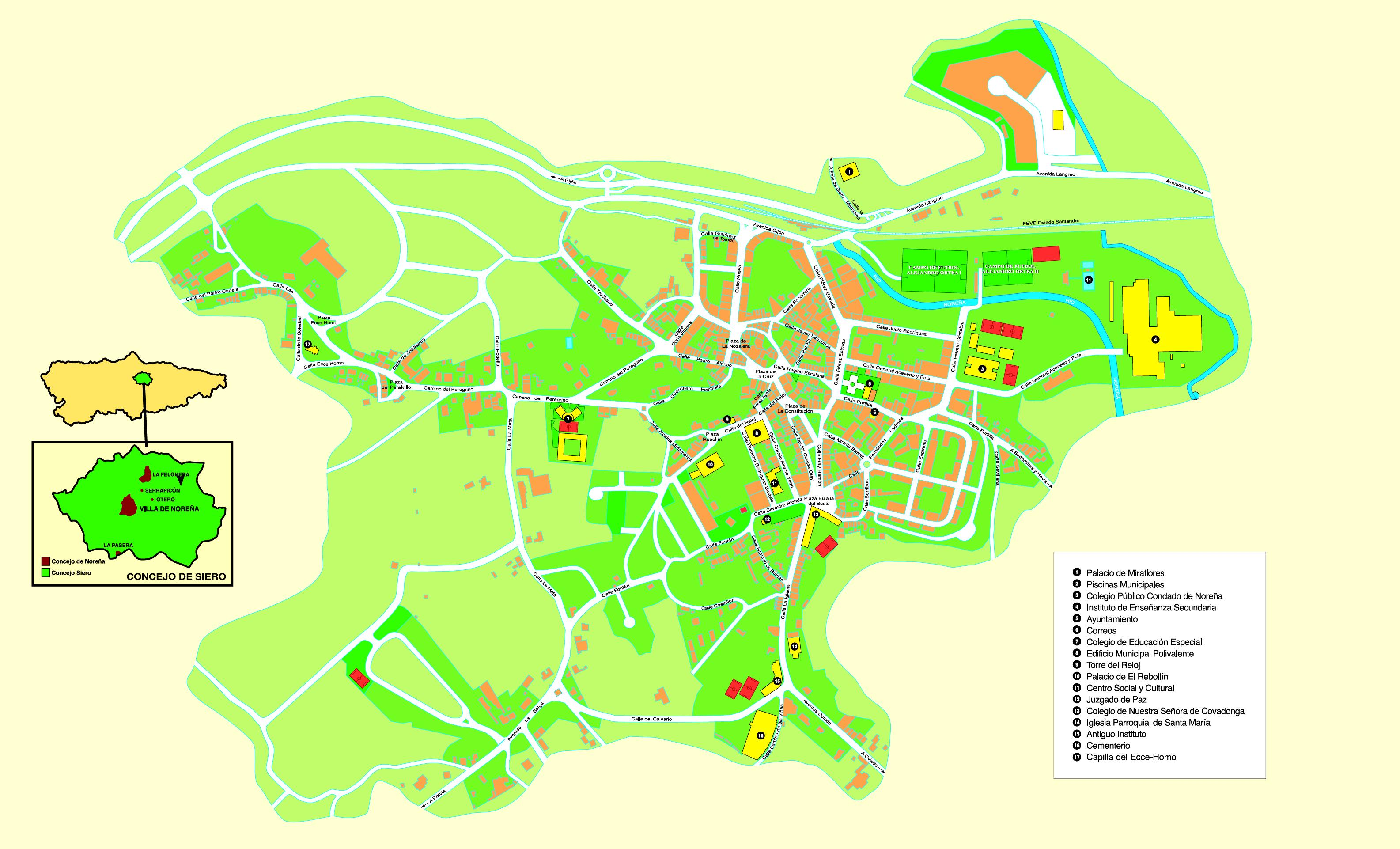
Plano del concejo

Que hay en el término de esta villa y sus arrabales 806 días de bueyes, de los cuales 557 son de tierras de sembradura, que dan un año pan y otro maíz y fabes, mezclado y alternado; 208 de prados, y 41 de tierra brava e inculta y plantada de algunos robles y castaños.
Archivo General de Simancas, 18 de noviembre de 1751linen

El concejo presenta un relieve muy poco significativo debido a que no existen grandes accidentes geográficos en la zona. Solo cabe destacar dos colinas que se encuentran en Noreña y sobre las que reside la mayor parte de la población. Una de ellas es El Rebollín, que presenta cierto desnivel y acoge a la mayor parte de la población de Noreña. La otra, al norte, es conocida como Castañeu de la Soledad, más conocida actualmente como Ecce Homo, ya que allí se encuentra la capilla con el mismo nombre. La altitud oscila entre los 230 m al norte (cerro Base Sur) y los 180 m a orillas del río Noreña. El pueblo se alza a 206 m sobre el nivel del mar.
El municipio es un enclave dentro de Siero.

### Clima
El clima que predomina es el oceánico templado y húmedo con una temperatura media anual de 12 °C. La media durante el invierno ronda los 6,6 °C y durante el verano gira alrededor de los 18 °C. Las precipitaciones son predominantes durante el periodo invernal y más escasas durante el estival.

### Hidrografía
El único río que discurre por el concejo es el río La Lomba, también conocido como río Noreña, que nace en la vertiente meridional de la Collada, a unos 350 m sobre el nivel del mar, y discurre de este a oeste por el sur del concejo, uniéndose, cerca de Lugones, al Nora, afluente del Nalón.
La primera conducción de agua para Noreña procede de La Ricabá, lugar próximo al primer túnel de Riaño y al nacimiento del río Les Calles. En ese lugar se realizaron las obras de captación y conducción gracias a las donaciones de los benefactores de la villa Manuel Rionda Polledo y Pedro Alonso Bobes y llegaron a Noreña el día de San Pedro de 1928.

### División geográfico-histórica
El concejo de Noreña no presenta continuidad geográfica en toda su extensión por lo que puede hacerse una división geográfica tomando como criterio la separación geográfica de los diferentes núcleos. Encontramos así cinco núcleos principales que corresponden históricamente al antiguo Señorío de Noreña y sus cuatro cotos de caza:
- La Felguera de Noreña (162,3 ha), en la que se incluyen las entidades de La Peral, San Andrés, La Carril y La Braña
- Pasera (35,66 ha)
- Otero (3,24 ha)
- Serrapicón (1,56 ha)
- Villa Condal de Noreña (371,55 ha)

## Historia
Es casi imposible determinar el origen del concejo, no teniendo documento alguno que hable de Noreña como tal hasta principios del siglo XII. Para explicar este hecho, el historiador Juan Uría Ríu supuso que de haber existido algún caserío o población en la zona, el lugar llevase otro nombre. También admitió la posibilidad de que el silencio sea meramente fortuito; pero se inclinó expresamente por la hipótesis de que el lugar tomó el nombre del río Noreña, que aparece citado como tal en algunos documentos.

### Alta Edad Media

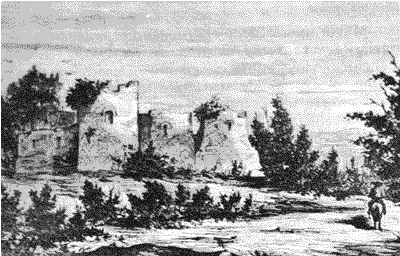
El castillo-palacio de Noreña en un grabado del

En el año 991 el conde Gundemaro Pinióliz y su mujer Muniadonna cedieron al obispo Bermudo tierras y casas del lugar de Anasa, en las riberas de Noreña, a cambio de la iglesia de Santa María de Tol, entre los ríos Ove y Porcia. No aparece en el documento el nombre de Noreña referido a lugar. Existe un documento de donación del año 1103, en el monasterio de San Vicente de Oviedo, por el que María Enalso daba al monasterio la villa de Lamas, que, dice, se hallaba cerca de la ciudad. En dicho documento se deslindan los términos que abarcaban, y entre ellos hace mención a Noreña.

### Baja Edad Media
En 1151, Gonzalo Peláez y su mujer Elvira Pérez hicieron donación al Monasterio de San Vicente de una heredad llamada Noreña: que vulgare vocatur Naurenia, y cinco años después la misma Elvira Pérez, modificando las condiciones de la anterior donación al mismo monasterio, consigna en otro diploma que le otorga la mitad de la villa llamada Noreia: villa vocata Norenia. Es en este documento cuando aparece por primera vez aplicado inequívocamente el nombre de Noreña a un lugar poblado. En ese mismo documento, la donante afirma que la villa de Noreña había sido de su suegro Pelayo Rodríguez.
A partir del siglo XII el nombre del lugar de Noreña aparece repetidamente consignado en los documentos de la época; en algunos de ellos también se indica que este territorio pertenecía a la jurisdicción de Siero. Así, según un documento citado por Uría Riu, en 1189 Fernando Menéndez dona al monasterio de San Vicente una parte de los que tenía en Noreña de Siero.
A comienzos del siglo XIV aparece ya Noreña como jurisdicción independiente, perteneciente al señorío de Rodrigo Álvarez de las Asturias. Algunos genealogistas, desde el siglo XVII, suelen mencionar como señor de Noreña al padre de Rodrigo Álvarez de las Asturias, Pedro Álvarez de las Asturias, mayordomo mayor del rey Sancho IV. Uría Ríu, basándose en la inexistencia de testimonios acreditativos, estimó por el contrario que el primer señor de Noreña fue su hijo Rodrigo, aunque parece probado que antepasados suyos poseyeron bienes en la parte central de Asturias. Así, de una donación hecha al monasterio de San Vicente en 1332, por él mismo se desprende que una tía suya llamada Mayor Álvarez poseía bienes en la villa de Entralgo y Bimenes.
Y en otra escritura existente en el monasterio de Santa María de Carrizo, que examinó Luis Alfonso de Carvallo y que fue otorgada por Sancha Álvarez en 1210, se lee al final cierta memoria expresiva de las distintas heredades o patrimonios que correspondieron a los hijos de Rodrigo Álvarez y su mujer Sancha; allí consta que Pedro Álvarez de las Asturias, nació, según Somoza, hacia el año 1268: Era una persona bien apuesta y conformada, de ancha y prominente frente, cara prolongada, ojos grandes y buena dentadura. Fue un personaje importante en las Cortes del rey Alfonso X de Castilla, Sancho IV de León y Castilla, Fernando IV de León y Castilla y Alfonso XI de Castilla, fue asimismo árbitro en las disputas sostenidas por Oviedo con Avilés y Salas, sobre la libre introducción de pan, vino, trigo y otras viandas, según documentos de 1315 y 1320 que copia Vigil en su Diplomática oventense. Murió Rodrigo en el año 1335, siendo enterrado, por propia voluntad, en el monasterio de San Vicente. Dejaba como heredero al hijo bastardo de Alfonso XI de Castilla y Leonor de Guzmán, Enrique, al que prohijó y que había de llegar a ser rey de Castilla.
En el año 1350 el entonces conde Enrique, a raíz de su matrimonio con Juana Manuel de Villena, llegó a Asturias huyendo de su hermano Pedro I, para acogerse a los señoríos que había heredado en estas tierras; y aunque no está probado que la fortaleza de Noreña jugase papel alguno en la rebelión que enfrentó a ambos hermanos, parece lógico suponer que residiría algún tiempo en ella durante los dos años que pasó en la provincia.
Un año antes de ocupar el trono de Castilla, Enrique donó el señorío de Noreña a su hijo bastardo, Alfonso Enríquez, y, como señor de este lugar, Alfonso confirmó un documento en noviembre de 1368. En la primavera de 1372, fue armado caballero por su padre estando en Santiago de Compostela y fue, posiblemente en esa fecha, cuando también recibió los títulos de conde de Noreña y de Gijón. El conde se alzó en contra del poder regio en varias ocasiones y en septiembre de 1383 perdió su condado de Noreña que fue entregado por el rey Juan I de Castilla al obispo de Oviedo, Gutierre de Toledo.

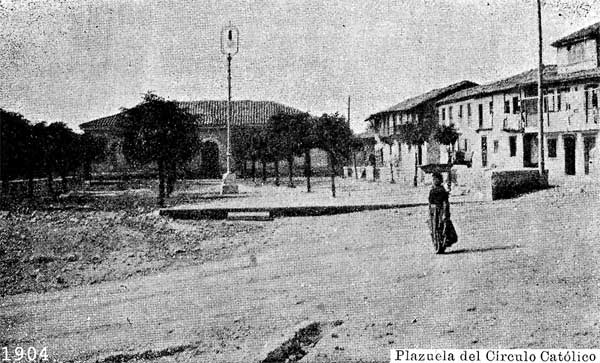
Plaza del Círculo Católico de Obreros. El Círculo Católico de Obreros fue creado y presidido por Justo Rodríguez Fernández hasta que fue clausurado 40 años después (enero de 1925)

### Señorío de los obispos

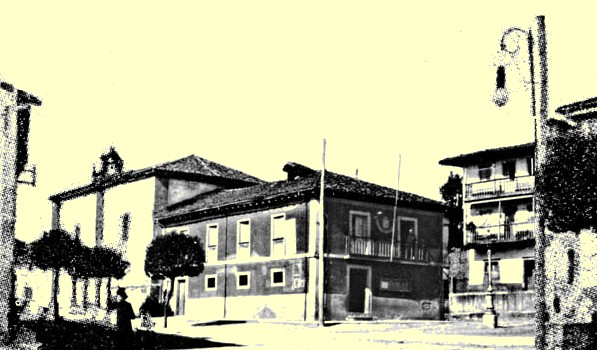
Capilla del Hospital

Así, el señorío de Noreña pasaba a los obispos de Oviedo, quienes ejercieron la jurisdicción, nombrando sus justicias o alcaldes, y residiendo en el castillo algunas temporadas. El 31 de mayo de 1384 se hace escritura pública de la división de los territorios de Noreña entre el Cabildo y el Obispado. Hacia 1393 tiene lugar la última rebelión, ya aludida, del conde Alfonso, quien huyendo de la prisión en que se hallaba confinado llegó a Asturias recuperando por la fuerza el señorío de Noreña. Fue derrotado por Enrique III en 1394, siendo devuelto el señorío a los obispos de Oviedo.
Las autoridades nombradas por los obispos tuvieron diferencias y pleitos con los del concejo llegando en ocasiones a la violencia, como se desprende de una cédula dirigida por Fernando el Católico al corregidor del Principado, Fernando de Vega, en 1514. Durante el obispado de Diego de Muros (1512-1524) una violación del derecho de asilo en la iglesia de San Vicente de Oviedo por el corregidor de Asturias, Pedro Manrique de Lara, ocasionó un grave incidente en el que se vio directamente envuelta la villa de Noreña: los subordinados del corregidor prendieron a un delincuente que se hallaba acogido al derecho de asilo en la iglesia de San Vicente de Oviedo y Diego de Muros obligó a que el delincuente fuese restituido a dicha iglesia, imponiendo al corregidor como penitencia por haber quebrantado el derecho de asilo, la asistencia a una misa, sosteniendo en las manos, mientras la oía, una vela encendida. Esto irritó de tal modo al corregidor que no solo desobedeció la penitencia, sino que envió al instante a un alguacil acompañado de más gente y un lebrel a buscar al refugiado que a la sazón se hallaba oyendo misa; lo sacaron de allí por la fuerza y como protestase, soltaron al perro que mordió en el cuello y en un brazo, y por último le ahorcaron sin atender sus peticiones de confesión.
Según relato del obispo al Real Consejo de Castilla, el corregidor hizo pregonar calumnias contra él, prohibió bajo penas graves que alguien entrase en su casa y que le llevasen provisiones, que se celebrase el mercado en Noreña, villa de su señorío, y por último le conminó a que saliese de la ciudad y del obispado, condenándole a comparecer personalmente ante la Corte, medida esta que usurpaba la autoridad real, ya que solo los monarcas podían tomarla. El obispo apeló contra estas órdenes abusivas, pero el corregidor reunió gente armada y le atacó en su propio palacio y aún en la propia iglesia catedral, por lo que el obispo huyó a Noreña para refugiarse en su fortaleza. El corregidor mandó publicar un pregón en el que decía que ninguna persona fuese con el obispo de Noreña bajo pena de muerte y pérdida de todos los bienes; que no fuese tampoco ningún clérigo a aquella villa, y que nadie llevase allá cosas de comer, pues el prelado y muchas personas eclesiásticas y seglares estaban rebeladas y encastilladas en la dicha fortaleza.
Con el corregidor fueron a atacar el castillo de Noreña, Lope de Miranda, Ibán Bernaldo de Quirós y Gutierre Bernaldo de Quirós, Gonzalo de Argüelles, Bernardo de Estrada y Alonso Pérez de Valdés, que capitaneaba a los de Gijón. Se llevaron también a las bombardas de Avilés con las que se hizo fuego sobre el castillo. El asedio, que duró tres días, finalizó con la rendición del obispo. Nombrado pesquisidor el licenciado Carreño, le fue entregada la fortaleza; pero el corregidor, incumpliendo lo acordado, hizo que sus gentes la asaltasen y saqueasen, maltratando a los allí refugiados y encarcelando a algunos. El corregidor fue llamado a Flandes, para dar cuenta al rey, cayendo en desgracia de este. Manrique murió, excomulgado en Perpiñán, y aquellos que le habían secundado hubieron de hacer penitencia yendo desde la iglesia de San Francisco a la catedral, con los pies descalzos y con velas encendidas en las manos, donde el obispo les absolvió.

### Edad Contemporánea

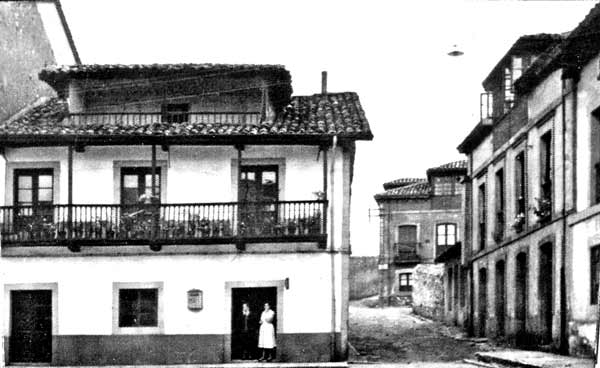
Fotografía de Noreña antes del año 1937

Durante la guerra de la Independencia, los franceses entraron por primera vez en Noreña el 23 de mayo de 1809. En la lucha de guerrillas alcanzó renombre un tal Fombella, zapatero de profesión, que al frente de una numerosa partida hostigaba a los convoyes del ejército francés en territorio de Siero.
Por decreto de diciembre de 1826, desaparecieron los cotos jurisdiccionales de señorío, y Noreña, que lo era del obispo de Oviedo, pasó a formar parte del municipio de Siero, desde el 1 de enero de 1827 hasta finales de 1833, en que se hizo independiente, con los sotos que le pertenecían, todos separados del núcleo de mayor población de aquel Ayuntamiento y dentro del territorio de Siero. En el año 1826, los obispos de Oviedo dejaron de desempeñar las funciones propias como condes de Noreña (nombrando alcaldes, administrando Justicia), aunque siguieron ostentando el título con carácter honorífico hasta que el obispo/conde Francisco Javier Lazurica y Torralba, que había tomado posesión en 1949, asumió el decreto vaticano 12-V-11951. Él y los arzobispos/condes que le sucedieron dejaron de hacer ostentación del título nobiliario de condes, no acudiendo a tomar posesión del Condado que les pertenece y prescinden de tal símbolo en sus sellos, insignias y armas, aunque el Condado de Noreña sigue perteneciendo a la Sede Episcopal, hoy Arzobispal.
Durante el siglo XIX, Noreña destacó como un importante centro industrial en el centro de la región, tanto dentro del tradicional sector de la alimentación (cárnicos), como en las industrias complementarias de esta, el tratamiento del cuero y la fabricación de zapatos, con varias fábricas «modernas» asentadas en el concejo, y una producción que se exportaba fuera del Principado.

### La epidemia
El 20 de agosto de 1834, el facultativo titular de Noreña, al día siguiente otro residente en Siero, y unos días más tarde otro enviado por la Junta Superior de Sanidad de la provincia, declararon que la región se hallaba afectada por la epidemia del cólera. En Noreña, con una población aproximadamente de 300 vecinos, perecieron por el cólera 178 personas entre el 21 de agosto y el 27 de octubre. El concejo fue de nuevo azotado por el cólera en 1855; en esta ocasión fallecieron 116 personas entre los días 1 de septiembre y 28 de octubre. Para evitar el contagio de Siero se estableció un cordón sanitario que motivó graves altercados con estos vecinos. Para poder abastecer, el alcalde de Siero, dispuso un mercado bien repleto en la Campanica y el dinero se metía en jarras o platos con vinagre para evitar el contagio.

## Demografía
Noreña cuenta con una población de 5102 habitantes (INE 2024).
| Gráfica de evolución demográfica de Noreña entre 1842 y 2021                                                          |
| |
| Población de derecho según los censos de población del INE. Población de hecho según los censos de población del INE. |

Noreña es distinto al resto de municipios asturianos en este aspecto, con una densidad de población que multiplica por 7 la media regional. Esto es debido a la situación estratégica que ocupa, muy próximo a los tres grandes núcleos de población en Asturias (Oviedo, Gijón y Avilés) y que hace que mucha gente opte por la villa condal como ciudad de residencia gracias, entre otras cosas, a la buena comunicación que existe con ellos y las ventajas económicas frente. La demografía siempre ha seguido una corriente positiva en el último siglo, con algunos pequeños bajones, que no han impedido de todos modos aumentar la población desde las 2048 personas del año 1900 a las 5158 del año 2007.
A partir del año 2000 el 97 % de la población se concentra en la capital, presentando unas estructuras demográficas bastante más equilibradas que el resto de la región asturiana.
Después de la epidemia que se produjo en Noreña en el año 1855, la población comenzó a resurgir de nuevo situándose constante en torno a los 2000 habitantes durante aproximadamente 70 años. La densidad de población durante estos años fue de las más altas del Principado. A partir de los años 1970 se produce un considerable aumento de la población que continúa hasta nuestros días.

## Economía

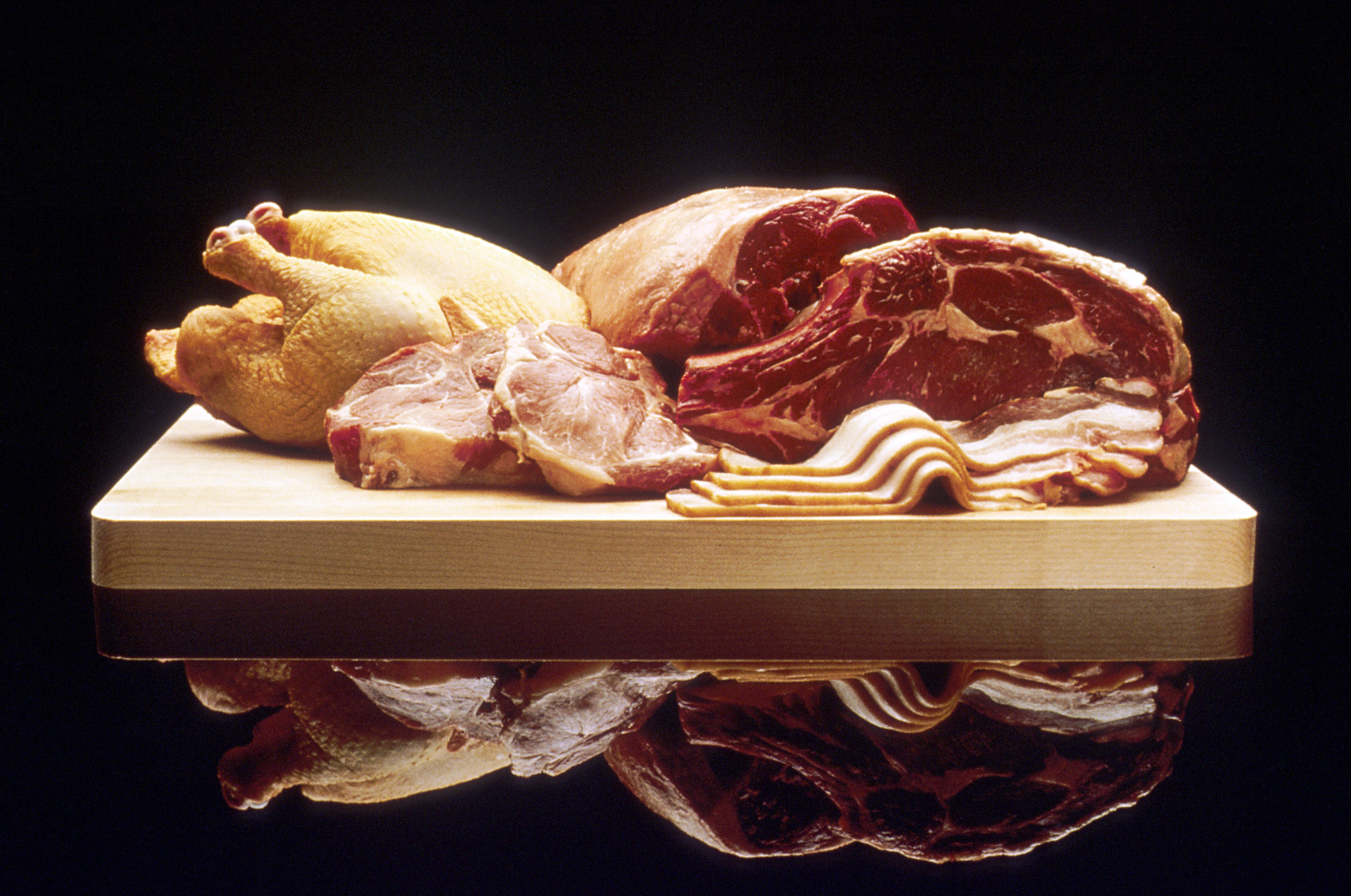
Un alto porcentaje de la economía se basa en las industrias cárnicas

El concejo se hizo popular antaño por ser una localidad en la que llegó a haber más de 200 artesanos del cuero, que exportaban sus productos dentro y fuera de la región. Abandonó esta actividad para dedicarse de lleno a la industria cárnica.
El auge de la construcción ha permitido al Ayuntamiento duplicar los niveles de inversión municipal a través de ingresos por concesión de licencias y aprobación de proyectos sobre promociones de vivienda. Con todo, desde el Ayuntamiento, no deja de reconocerse que la industria cárnica es la mayor responsable del florecimiento económico del concejo y la apuesta de futuro de la zona.
Noreña concentra en su territorio a 80 pequeñas y medianas empresas de las 130 que existen en Asturias. La industria cárnica, que da empleo a unas 600 personas, exporta ya a un total de diez comunidades autónomas y ha comenzado a comercializar productos en diversos países europeos como Alemania o Francia.
El sector afronta ahora un proyecto de expansión con la búsqueda de nuevos mercados fuera de la región y del país ante la competencia de las grandes multinacionales y ante la saturación de las vías de venta regionales.

### Finales delsigloXXy comienzos delXXI
Dentro de la actividad económica del concejo, el sector primario no es representativo en la economía del concejo, generando una cifra del 2,16 % del total de la población ocupada, siendo su empleo para el autoconsumo y de carácter complementario.
El sector secundario siempre fue el motor de la economía del concejo, gracias sobre todo a las fábricas existentes de productos cárnicos y las de curtidos del cuero, que hicieron que se conociese y se relacionase la villa por dichos trabajos. En el siglo XXI muchas han sido las fábricas cárnicas que han cerrado sus puertas, pero esto en vez de ser el fin del sector, sirvió para modernizar y renovar las que quedaban haciéndose muy competitivas. Con respecto a las curtidoras del cuero, no han tenido la misma fortuna y pocas son las familias que viven en este siglo de ello. Actualmente, este sector todavía representa al 39,1 % de la población activa, siendo la rama alimenticia la que mayor número de empleos genera. La construcción constituye el 8 % de los empleos.
Respecto al sector terciario hay que destacar la gran cantidad de equipamientos y servicios con que cuenta la villa, siendo Noreña parada turística gracias al buen nivel de infraestructuras hoteleras con que cuenta el concejo. Últimamente se ha producido un gran crecimiento dentro del sector, aunque se encuentra bastante condicionado por la proximidad de importantes centros urbanos como son Lugones y la Pola de Siero.

## Comunicaciones
La red de carreteras de Noreña no es muy compleja pero si es muy eficiente. El concejo está atravesado por carreteras locales de 1.º y 2.º orden hasta los territorios limítrofes, como la AS-384 que viene de Pruvia para conectar con Noreña, la NO-1 que conecta Noreña con la N-634 a la altura de Argüelles y la NO-2 que sirve de salida hacia El Berrón y a la N-634 en ese punto. En la zona de la Felguera de Noreña, la carretera local de 2.º orden de Siero, la SI-15, atraviesa parte del concejo. La zona sur de la villa de Noreña está atravesada por la carretera N-634, la este por la AS-376 (Carretera Carbonera), que une las localidades de Gijón y Langreo y la AS-I (Autovía Minera), que une las localidades de Gijón y Mieres.
La línea de FEVE F-5 que Gijón-Laviana tiene una parada en el apeadero de Noreña. Desde Noreña cogieno la F-5, parando en El Berrón para coger la línea F-6 se puede llegar a Oviedo, la capital del Principado.
La empresa ALSA Grupo S.L.U se encarga de realizar el transporte Noreña-Oviedo Oviedo-Noreña, un recorrido de unos 13 km que la empresa realiza de manera regular.

## Administración y política

### Gobierno municipal
Con la llegada de la democracia, la UCD comenzó a gobernar en Noreña en la persona de Rafael Junquera García, primer alcalde democrático. A partir de 1980 la política de Noreña se centró en el alcalde Aurelio Quirós Argüelles, que gobernó durante 25 años con diferentes partidos políticos caracterizadas por ser de tendencia asturianista (CAS, URAS y Unión Noreñense Independiente (UNI)). El corto periodo de alcalde por parte del popular Miguel Ángel Fuente Calleja fue relevado por César Movilla Anta, de la UNI.
Con el paso de los años los partidos asturianistas en Noreña empiezan a perder poder en el concejo. En los gráficos que siguen se puede observar el cambio político que se produce en el concejo a partir de 1995. A grandes rasgos se puede ver como los dos grandes partidos nacionales, PP y PSOE, comienzan a ganar representación en el concejo.
| Periodo   | Nombre                      | Partido | Partido                             |
| --------- | --------------------------- | ------- | ----------------------------------- |
| 1975-1980 | Rafael Junquera García      |         | Unión de Centro Democrático (UCD)   |
| 1980-2005 | Aurelio Quirós Argüelles    |         | Centro Democrático y Social (CDS)   |
| 2005-2005 | Miguel Ángel Fuente Calleja |         | Partido Popular (PP)                |
| 2005-2015 | César Movilla Anta          |         | Unión Noreñense Independiente (UNI) |
| 2015-act. | Amparo Antuña Suárez        |         | Independientes por Noreña (IPÑ)     |

| Partido político    | Partido político                                                                                | 1979   | 1983   | 1987   | 1991   | 1995   | 1999   | 2003   | 2007   | 2011   | 2015   | 2019   | 2023   |
| Partido político    | Partido político                                                                                | Ediles | Ediles | Ediles | Ediles | Ediles | Ediles | Ediles | Ediles | Ediles | Ediles | Ediles | Ediles |
|                     | Independientes por Noreña (IPÑ)                                                                 | —      | —      | —      | —      | —      | —      | —      | —      | 3      | 4      | 7      | 6      |
|                     | Federación Socialista Asturiana (FSA-PSOE)                                                      | 4      | 4      | 3      | 2      | 2      | 3      | 3      | 5      | 4      | 3      | 3      | 2      |
|                     | Conceyu Abiertu (CA)                                                                            | —      | —      | —      | —      | —      | —      | —      | —      | 1      | 2      | 1      | 0      |
|                     | Partido Comunista de España (PCE)-Izquierda Unida (IU)-Bloque por Asturies (BA)-Los Verdes (LV) | 1      | 1      | 1      | 1      | 1      | 1      | 1      | 2      | 0      | 2      | 1      | 3      |
|                     | Ciudadanos (CS)                                                                                 | —      | —      | —      | —      | —      | —      | —      | —      | —      | —      | 1      | —      |
|                     | Alianza Popular (AP)-Partido Popular (PP)                                                       | —      | 3      | 2      | 2      | 2      | 1      | 3      | 5      | 2      | 1      | 0      | 2      |
|                     | Foro Asturias (FAC)                                                                             | —      | —      | —      | —      | —      | —      | —      | —      | 1      | 1      | 0      | —      |
|                     | Frente de la Izquierda (FDLI)                                                                   | —      | —      | —      | —      | —      | —      | —      | —      | 1      | —      | —      | —      |
|                     | Independientes de Asturias (IDEAS)                                                              | —      | —      | —      | —      | —      | —      | —      | —      | 1      | —      | —      | —      |
|                     | Unión Renovadora Asturiana (URAS)-Partíu Asturianista (PAS)                                     | —      | —      | —      | —      | —      | 6      | 0      | 1      | 0      | —      | —      | —      |
|                     | Unión de Centro Democrático (UCD)-Centro Democrático y Social (CDS)                             | 4      | 3      | 5      | 6      | —      | —      | —      | —      | —      | —      | —      | —      |
|                     | Centristas Asturianos (CAS)                                                                     | —      | —      | —      | —      | 6      | —      | —      | —      | —      | —      | —      | —      |
|                     | Unión Noreñense Independiente (UNI)                                                             | —      | —      | —      | —      | —      | —      | 4      | —      | —      | —      | —      | —      |
|                     | Independientes                                                                                  | 2      | —      | —      | —      | —      | —      | —      | —      | —      | —      | —      | —      |
| Total de concejales | Total de concejales                                                                             | 11     | 11     | 11     | 11     | 11     | 11     | 11     | 13     | 13     | 13     | 13     | 13     |

### Organización territorial
El concejo de Noreña se divide en tres parroquias, que coinciden con las parroquias de carácter religioso (se detallan entre paréntesis) y son las siguientes:
- Celles (San Juan de Celles): San Andrés, La Felguera, La Carril, Serrapicón, La Braña, Otero y La Peral.
- Noreña (Santa María de Noreña): Noreña.
- Santa Marina (Santa Marina): La Pasera.

El concejo se halla adscrito al partido judicial de Siero. Este concejo no tiene registro civil y los vecinos deben de dirigirse al de Siero, al igual que lo hacen los de Bimenes, Sariego y el mismo Siero.

## Servicios

### Educación
Instituto de Educación Secundaria de Noreña
Lo primero que se construyó fue el Centro de Formación Profesional Acelerada Camilo Alonso Vega que se inauguró el curso 1972-73. Dependía de la Organización Sindical y se impartían cursos de seis meses destinados a personas sin empleo pero con una formación previa. En el curso siguiente, incorporó la Formación Profesional Reglada cuyo título permitía ejercer como oficial en la rama elegida. Es por lo que se le conoce como Escuela de Formación Profesional. En 1975 pasó a depender de la Presidencia del Gobierno y más tarde del Ministerio de Trabajo. Por último, se convirtió en Instituto de FP perteneciente al Ministerio de Educación y Ciencia. Comenzó a impartir la reforma educativa a título experimental, introduciendo las posteriores Reformas de la LOGSE. Así, se convirtió en Instituto de Educación Secundaria en el curso 1992-93. Finalmente, se produjo su unificación con el Instituto de Bachillerato en el curso 1995-96.

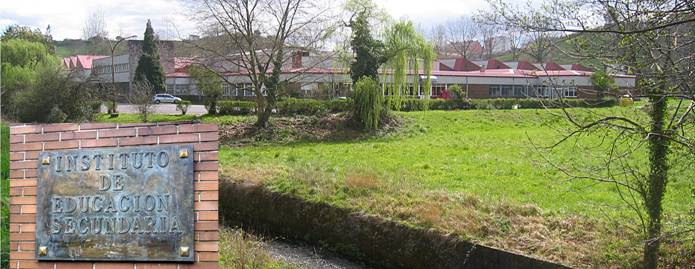
IES de Noreña

El Instituto de Bachillerato de Noreña impartía Bachillerato Unificado Polivalente (BUP), en el edificio parroquial de la calle de la Iglesia y comenzó su andadura en el curso 1963-64, como Sección Filial Masculina del Instituto Alfonso II de Oviedo, creándose años más tarde la Sección Filial Femenina. Posteriormente se convirtió en Extensión Delegada del Instituto de Pola de Siero. Estuvo cerrado durante cuatro años, para ser abierto finalmente en el curso 1980-81 como Instituto independiente. Así permaneció hasta el curso 1994-95, en el que se convirtió en Instituto de Educación Secundaria (IES) impartiendo el 2.º Ciclo de ESO. En el curso siguiente, 1995-96, se produjo su unificación con el Instituto de Educación Secundaria como un único centro, manteniendo los dos edificios que distan casi 1 km.
Actualmente el Instituto de Educación Secundaria de Noreña, es el resultado de la fusión referida entre el antiguo Instituto de Bachillerato de Noreña y del antiguo Instituto de Formación Profesional Camilo Alonso Vega. En él se imparten diferentes niveles educativos: 1.º y 2.º ciclos de ESO, tres modalidades de Bachillerato LOGSE, Iniciación Profesional, Ciclos Formativos de Grado Medio y Ciclos Formativos de Grado Superior. En el edificio correspondiente al antiguo IB se imparte el primer ciclo de la ESO, mientras que en el edificio del antiguo IFP se imparte el resto de enseñanzas.
Colegio público Condado de Noreña
Se inauguró en el curso 1974-1975, siendo alcalde Alejandro Ortea Nachón y director Alfredo Gutiérrez Bernardo. La creación de este colegio nacional, como entonces se llamaba, superó el ámbito municipal al gestionar este servicio público ya que los trescientos alumnos con que cuenta pertenecen a Noreña y a las diversas parroquias circundantes: San Martín de Anes, parte de San Juan de Celles y San Juan de Muñó, aunque pertenecen al Concejo de Siero. Así figuran inscritos alumnos que son de Pañeda, Varé, La Peral, San Pedro de Anes, Anes, Muñó, Otero, Celles, El Cuto, Huergo, Orviz, La Carrizal, Grandarrasa, entre otras.
El centro consta de un edificio principal de aulas en dos pabellones unidos, un edificio administrativo y un polideportivo. También existe una casa dedicada a vivienda del conserje.
Este colegio nació de la unión de las escuelas nacionales graduadas de niños, la unitaria nacional de niñas y la unitaria parroquial de niños, ya fusionada con las graduadas y todas ellas sitas en Noreña. Además, hay que añadir las escuelas nacionales de los pueblos de los alrededores, dado que tuvieron su centro de concentración en Noreña, coincidiendo con la implantación de la ley que reguló la Enseñanza General Básica.

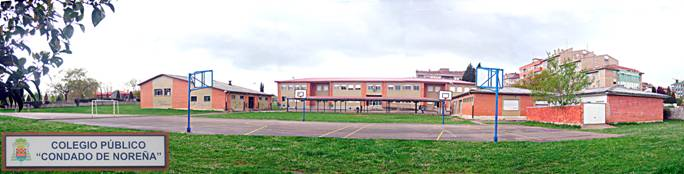
Colegio Condado de Noreña

La gran afluencia de alumnos hizo que inicialmente se impartiera la docencia en los edificios de las escuelas graduadas (actualmente la Casa de Cultura), en la escuela de niñas (hoy derruida), y en lo que había sido edificio del Instituto Filial Masculino, anexo al salón parroquial y que alberga dependencias de la parroquia. Se construyó un nuevo edificio en la zona de Riegos, que ya por entonces quedó pequeño, por lo que se siguen utilizando las dependencias anteriores, a excepción del instituto, pero añadiendo los bajos del Ayuntamiento y hubo que habilitar otros espacios del nuevo que no estaban destinados precisamente a aulas. Así quedó constituido el entonces colegio nacional mixto y que pasaría a ser colegio público con el cambio que trajo la democracia.
Pasado el tiempo, con la construcción del colegio de El Berrón, la disminución de la natalidad y el cambio de la ley de enseñanza, queda el edificio a que hacemos referencia con suficiente espacio para alojar en él a los alumnos de los niveles de Educación Infantil y Educación Primaria, que se imparten en la actualidad.
Colegio Nuestra Señora de Covadonga
En el año 1946 llegaron a Noreña las Hijas de María Madre de la Iglesia. Al año siguiente la Junta Municipal de Primera Enseñanza presidida por el alcalde Amaro Monte, con asistencia del párroco Alfredo Barral, la directora de la escuela unitaria de niñas Mercedes Cuervo, consideraron útil y beneficioso para la villa el proyecto presentado por la hermana Mª Antonia Ramírez Hernández de abrir un colegio con el nombre de Nuestra Señora de Covadonga. Así llegó la misión educativa de Madre Matilde a Noreña. A través de religiosas comprometidas, arriesgas y dispuestas a hacer siempre el bien.

El nuevo colegio se denominará Nuestra Señora de Covadonga, contará con muy competente profesorado y viene a llenar un vacío que se dejaba sentir, ya que en nuestra villa era indispensable el funcionamiento de este Colegio que tan hermosa labor realiza entre la niñez y juventud noreñense.
Diario Región, 26 de septiembre de 1946

El colegio, que comenzó impartiendo educación primaria y clases de labor, es actualmente un centro integrado con trece unidades, diez concertadas en los niveles de Educación Primaria y Secundaria Obligatoria y tres unidades en Educación Infantil.

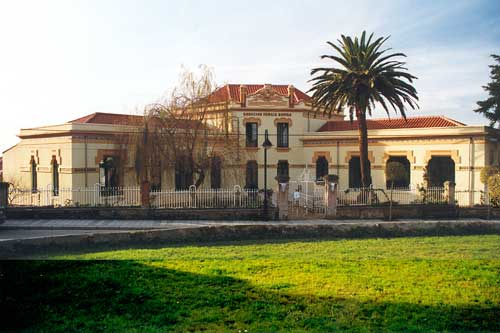
Escuelas de la Fundación Rionda Alonso
Comenzaron a funcionar en 1916 para atender a la educación de los sectores populares de la localidad, corriendo con los gastos de construcción y sostenimiento Manuel Rionda Polledo y Pedro Alonso Bobes.
La escuela con dos amplias aulas disponía, además, de viviendas para maestros y un gran patio de recreo. Por sus aulas pasaron, gratuitamente, los niños de Noreña, que eran los únicos que podían acudir. La actividad de este centro se interrumpió durante el Gobierno de la República de los años 1936 a 1937, pasando a ser la academia asturiana que se conoció como Batallón de Instrucción de Noreña, con capacidad para 1500 alumnos, 27 instructores y su comandante.
Tras este periodo siguió otro en el que, en estas dependencias, se preparaban las escuadrillas de la Falange, los «flechas», bajo la dirección de Ramonín Punset Bufia. Pasaron unos años, tras la Guerra Civil, hasta que esta fundación volvió a desempeñar su fin docente. En 1965 La Fundación, manteniendo su nombre, pasó a ser colegio de educación especial con la Asociación Proayuda a Deficientes Psíquicos de Asturias.

### Sanidad

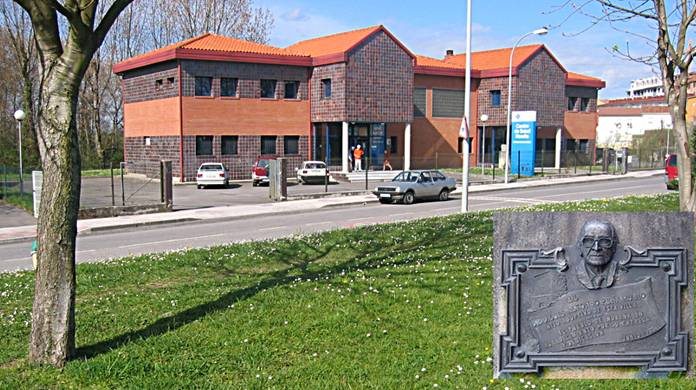
Centro de salud

El concejo cuenta con un preparado centro de salud dedicado a Luis Alfonso Peña Rubio. El centro de salud tiene una placa en la fachada que pone:

Al Dr. Dn. Luis Alfonso Peña Rubio. Hijo adoptivo de esta villa. El pueblo de Noreña en agradecimiento por su entrega.
Junio de 1995

El centro está siendo atendido por: tres médicos generales, un médico pediatra, cuatro enfermeras y cuenta además con un Servicio de Odontología e Higiene Dental, Fisioterapia, Obstetricia, Asistente Social, Auxiliar Clínica y dos Auxiliares administrativas.
La población asignada a este centro de salud no se limita a la del núcleo urbano de Noreña, que ya cuenta con una población real que ronda los 5000 habitantes, sino que incluye, además, a los pertenecientes a diversas parroquias de su entorno, como ocurre con los centros educativos antes citados del Área Central de Asturias. Integran la Unidad Territorial de Servicios Públicos de Noreña.

## Cultura

### Patrimonio

#### Casa consistorial

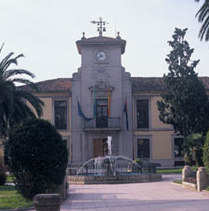
Casa consistorial de Noreña

Edificio de tipo renacentista construido en el lugar que ocupó, anteriormente, el Círculo Católico de Obreros que pertenecía a la parroquia. El alcalde Amaro Monte Cuesta encargó el proyecto a Enrique Rodríguez Bustelo, en el año 1940, para ampliar el edificio preexistente. Dichas obras fueron adjudicadas en subasta pública el 15 de diciembre de 1950, en 560 000 pesetas, al noreñense Benigno Cabeza Colunga y el edificio fue inaugurado el día 18 de julio de 1953, por el alcalde Alejandro Ortea Nachón. Anteriormente, César Ortea Bobes, como alcalde en funciones, negoció la compra del Círculo Católico en 150 000 pesetas que debían destinarse a restaurar la iglesia de Santa María, y tal acuerdo fue sellado por el Obispado el día 19 de diciembre de 1949.
El antiguo Ayuntamiento y la Capilla del Hospital, estaban en la actual Playina y en la fachada de aquel, «figuraban las armas cuarteladas alternantes de Castilla y León bajo corona condal y capelo del Prelado y el lema "Panen et vinum obtulit, del obispo señor Ceruelo. Todo inexacto y anacrónico».
El antiguo Ayuntamiento y el Registro Civil, ocuparon el primer piso de lo que había sido el Hospital de Peregrinos y Necesitados. Una planta fue la sala de Nuestra Señora del Rosario y, otra, la sala de los Santos Mártires San Fabián y San Sebastián.

#### Quiosco de música

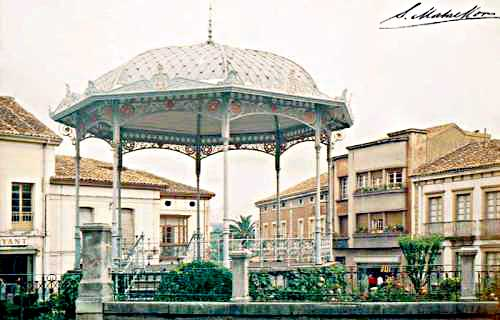
Quiosco en la plaza Mayor

Es hoy una de las obras más antiguas de la arquitectura del hierro del concejo. La antigua plaza Mayor, actualmente paseo de Fray Ramón, con sus jardines y airoso quiosco, sigue siendo el escenario de las actividades musicales de la villa y lugar de encuentro social. Siendo alcalde Rafael Ortea Rodríguez, el 23 de octubre de 1891, se acordó construir el quiosco de música, de hierro y basamento de cantería, que pudiera dar cabida a todos los componentes de la banda municipal de Noreña, cuyo número oscilaba entre 30 y 40 músicos.
El Quiosco fue proyectado por el arquitecto municipal de Oviedo Juan Miguel de la Guardia. Se adjudicó la subasta de construcción en unas 6000 pesetas y fue construido, en menos de tres meses, por Arturo Bertrand Renard, de la empresa Fundición y Construcción Bertrand, de Oviedo. Se inauguró el 17 de septiembre de 1892, primer día del Ecce Homo. Al poco tiempo de construirse el quiosco se inauguraron los jardines que lo rodean en la plaza Mayor, cercados por una verja de hierro que arrancaba del suelo. Posteriormente, en 1913 en una de las veces en que volvió a ser alcalde Justo Rodríguez Bustelo, se introdujeron importantes reformas en estos jardines y también en el quiosco:

La verja decimonónica ya no arrancará desde el suelo; fue sustituida por una nueva sobre el cierre actual, formado por un muro de piedra con un recorrido separado por columnas de sillería. En el quiosco se procede a anular el lambrequín que colgaba de la cornisa para dejar más a la vista la arquería de arcos rebajados, con lo que se intentaba quitarle pesadez y dar mayor embellecimiento a la construcción. Esta reforma vino impuesta por la estética modernista de la época; lo que imitaron otras poblaciones españolas, como fue el caso de Oviedo con El Bombé. José Manuel Rodríguez Hevia

#### Torre del Reloj

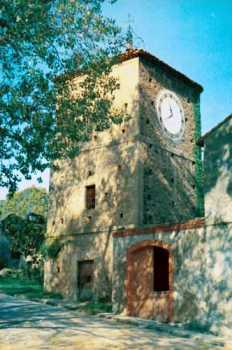
Torre del reloj

Situada en la cima del Rebollín ha sido siempre monumento más emblemático de la villa al ser tan visible. La torre data de 1694 y fue, posiblemente, un lugar de reunión municipal y, posteriormente, cárcel. En el interior del edificio, se puede apreciar el perfecto estado de los mecanismos construidos, en 1864, por José Martínez, relojero del Ayuntamiento de Bilbao. El reloj de la torre, ha servido para controlar las horas de trabajo en los talleres de zapateros y demás actividades de la villa, mediante el sonido de su campana y debido a que es visible desde muchos puntos de la villa. Tras su reciente restauración, se utiliza como lugar de exposiciones.

#### Palacio de Miraflores

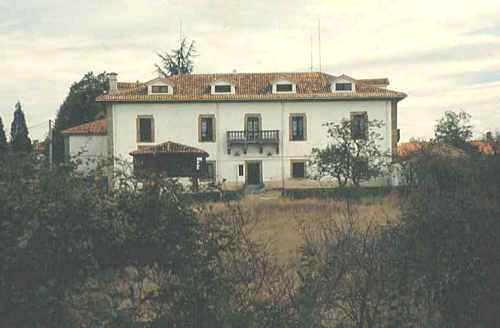
Palacio de Miraflores

Está situado en la calle de la Mariscala, siendo el límite oriental de la Villa de Noreña en la zona de Ferrera que pertenece (parcialmente) a este Concejo.
Consta de patio porticado, situado en el centro del edificio, que contaba con una galería de madera en la parte alta y que, en fechas recientes, fue sustituida por una estructura más sólida que ha permitido doblar su altura. Se ha construido bajo cubierta, creando ventanucos al exterior. Del patio antes citado arranca una escalera monumental. Su sencilla fachada está blasonada y cuenta con diez huecos adintelados: en la parte baja tiene dos ventanas a cada lado de una amplia portada; en la parte superior tiene cinco balcones y sus balaustres son de hierro forjado.
En el pie del escudo que figura en su fachada aparece el nombre de su fundador y el año: Gabriel Lorenzana, 1567.
Unida la fachada norte del edificio, existe una pequeña capilla dedicada a San Joaquín y Santa Ana; de 1760. Cuenta con portada adintelada y dos ventanas abocinadas en el frente, entre las que figura la hornacina para una desaparecida imagen.

#### Entorno del Castañéu de la Soledad

##### Capilla de la Soledad

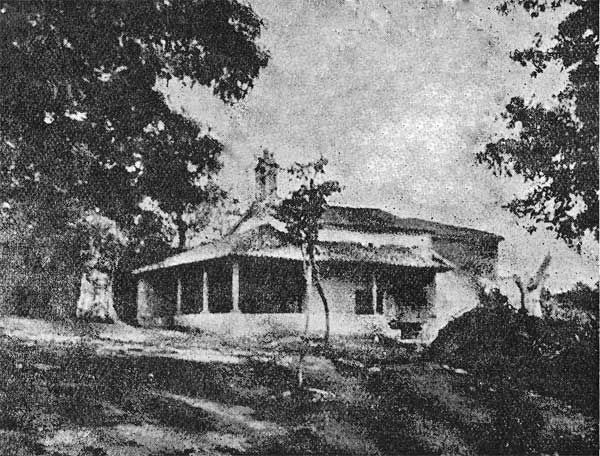
Capilla de la Soledad, fundada en el año 1665

La capilla de la Soledad fue fundada en el año 1665 por Lucas Muñiz, cura de San Vicente de Salas. Ese mismo año se fundó una cofradía titulada de Nuestra Señora de la Soledad que desapareció en 1849.
En el archivo parroquial se hace referencia al Santísimo Cristo en 1819 y consta en un documento que con motivo de celebrar la festividad del Santísimo Cristo de La Soledad el día 17 de septiembre de 1820 se estrenó una cruz de plata por lo que se bajó el Cristo a la Iglesia y se subió en procesión el día de la fiesta. Hecho del que arranca la tradicional procesión del Ecce Homo.
Era aquel pequeño templo un modelo de santuario modesto, recogido y evocador; estaba emplazado en el lindero norte del castañedo de la Soledad, en un terreno algo hundido que contribuía aún más, a la expresión de aplastamiento y horizontalidad que en ella se advertía. Estaba compuesta de una nave cuadrada y un ábside cubiertos con bóveda de crucería y de medio punto y en su fachada principal y lateral derecha tenía un amplio y acogedor pórtico, orientado al sureste; el tramo lateral se cerraba con la sacristía. En su fachada principal, se abría un amplio hueco de entrada, con reja de madera torneada, permitiendo ver al fondo, a derecha e izquierda, dos retablos barrocos y en el centro del ábside otro, el de la imagen de Jesús con la cruz a cuestas. En los retablos laterales estaban las imágenes de Nuestra Señora la Soledad y la de San Pedro. Rematando su fachada, la típica espadaña renacentista, compuestas de pilastras, frontón, pináculos y cruz.
Tanto la capilla como la imagen del Ecce Homo se conservaron en perfecto estado, recibiendo frecuentes visitas de sus devotos, hasta el año 1901. Durante la mañana del 25 de junio del año 1901, manos sacrílegas prendieron fuego a la capilla del Santuario.

#### Jardines del ayuntamiento
Fueron inaugurados el día 13 de septiembre de 1930, siendo alcalde Alejandro Rodríguez Bustelo. El proyecto es del arquitecto Francisco Casariego y el jardinero de Múgica. En el proyecto original:

“ [...] planteó una pérgola que circunvalase casi por completo el parque (excepto en una entrada en su parte noroccidental), mientras que en el plano de situación del Ayuntamiento que proyectó Enrique Rodríguez Bustelo en 1940, ya figura en su estado actual; solo tiene pérgolas en los lados E y O, enmarcando en cierta manera al edificio (cuya fachada quedaría en parte oculta en caso de haberse realizado tal cual el proyecto de Casariego). De entonces datan “ … las pérgolas, bancos de piedra artificial, surtidor, farolas con instalación eléctrica subterránea [...] ”
Francisco Casariego, arquitecto.

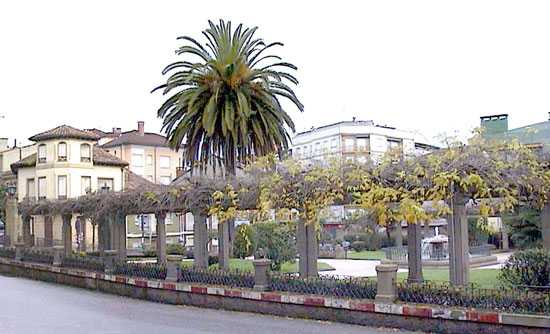
Jardines del ayuntamiento

La plaza había sido abandonada tras la tala de cien árboles que la ocupaban y en esa situación estaba cuando se proyectó construir en ella el Mercado Cubierto de Abastos; según proyecto de José Ramón del Valle. En el pleno municipal del día 9 de enero de 1930, ante la propuesta de Justo Rodríguez Fernández, se paró la ejecución de tal obra puesto que proponía trasladar el mercado al lugar que hoy ocupa el centro polivalente. A tal fin, ofreció donar los 1200 m² del terreno que se necesitaba; dando el plazo de un año para que se iniciaran las obras de tal edificio y, simultáneamente, las de construcción de los jardines en la plaza del Círculo Católico. La donación no se llevó a efecto ya que, muy pronto, fue nombrado como nuevo alcalde Alejandro, hijo de Justo Rodríguez Fernández; quien creó los jardines en la referida plaza con tanta rapidez que se inauguraron el sábado del Ecce Homo de aquel mismo año.
Estos jardines, hoy tienen pavimentados sus pasillos y se ha creado un acceso central, en la calle Flórez Estrada. También se consideró necesario construir una acera en su linde con la calle La Portilla, desplazando hacia el interior el muro; puesto que la acera que antes existió fue ocupada al ampliar dicha calle; problema similar al suscitado con los Jardines de Joaquín García Esteban en la calle Fray Ramón.

#### Casa de Adriano Díaz en la calle Sorribas
Es una casona típica de labranza que data del siglo XVII. Fue construida en piedra arenisca con sillares en los ángulos y piedras algo labradas en el resto de los muros. La casa, según el autor Ciriaco Miguel Vigil, perteneció a Adriano Díaz. En la fachada principal presenta, como puerta de entrada, un arco escarzano-rebajado de tipología arquitrabada y la inscripción:

"AB. MA. PSA.
SOY DEFENSOR DE LA FE
BALIENTE COMO EL QUE MAS
SI NO LO QUIERES CREER
EN EL CAMPO LO BERAS"

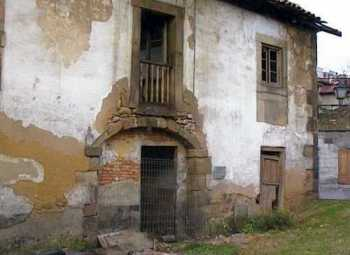
Casa de Adriano Díaz

En febrero de 2006 se decidió su total reconstrucción siguiendo normas de la Consejería de Cultura del Principado que tratan de conservar su esencia con los elementos de más valor.

#### Casa de Llano Ponte
Fue construida entre 1894 y 1904 por Antonio del Llano Ponte y Valicourt, tercer eslabón de una familia de militares. Su abuelo, Nicolás, era hermano de Juan Llano Ponte, obispo y conde de Noreña, durante los años 1791 a 1805.
En la reinscripción del Título de herencia que realizó Antonio el 9 de diciembre de 1894 se lee: «[...] casa de piso terrero [...] De 291 m²» y «Delante y en el patio de la casa referida, una panera que ocupa 14,4 m² que linda por todos los aires con bienes de esta herencia».
El padre, Antonio de Llano Ponte y Cienfuegos, casado con Isabel de Valicour, falleció sin testar el 25 de diciembre de 1891 y, de sus dos hijos Antonio y Dolores, fue Antonio quien heredó diversas propiedades en Noreña, siendo vecinos de Zaragoza y, por entonces, capitán de infantería. Antonio del Llano Ponte y Valicourt falleció el 5 de marzo de 1928 y en la partición de sus bienes inmuebles de la villa de Noreña, consta en su testamento, que los donó a una comunidad religiosa con el fin de que le hicieran funerales en los aniversarios de su muerte. La existencia de un decreto episcopal que lo impedía, hizo adoptar la alternativa de adjudicar esta propiedad al Obispado de Oviedo.
En la casa vivió Evaristo del Valle y Fernández (1873-1951), cuñado de Antonio de Llano Ponte y Valicourt. La mujer de este, Juana del Valle y de Villa, era hija del primer matrimonio de Evaristo del Valle Álvarez, quién se casó, en segundas nupcias, con la gijonesa Marciana Fernández Quirós y tuvieron seis hijos, el tercero sería Evaristo.

Ayer, 6 de agosto de 1950, crucé de paso por un lugar de Asturias en el que se desarrollaron mis primeros días de pintor. Olvidados estaban y no ha sido el lugar sino mi pensamiento el que me los ha resucitado con la vida de entonces. La casona solariega de mis hermanos mayores Juana y Antonio donde yo pinté [...]
 Evaristo Valle, escritor

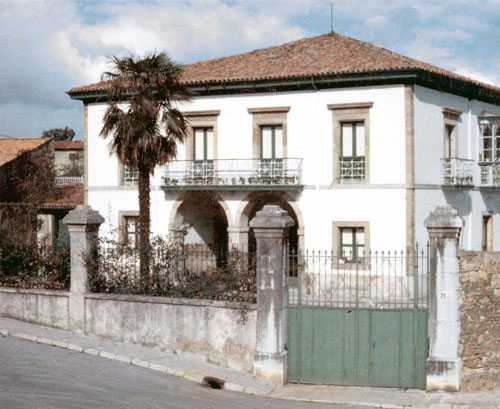
Casa de Llano Ponte

El matrimonio formado por Benigno Fanjul Fernández y Ángeles Cabeza Colunga, adquirieron esta propiedad el 26 de octubre de 1950, en subasta pública, siendo obispo titular Francisco Javier Lauzurica y Torralba. En la escritura de compra se describe la adjudicación de: "Una casa de piso terreno y principal [...], señalada con el n.º 21, en el barrio de la Fuente del Truébano [...], que tiene una superficie en su planta baja de 235 m², con una extensión de terreno de 1582 m y cercada con un muro de piedra."
Arquitectónicamente, la casa conocida en el concejo como Palacio Ponte, consta de dos plantas. Sigue la idea general de los palacetes barrocos asturianos, con la entrada principal de doble arcada y huecos enmarcados en piedra, estando los superiores coronados por cornisas rectas. Es de destacar la ornamentación modernista de los huecos, que se rematan con balcones o miradores de fundición, decorados con dibujos florales y líneas sinuosas. Las fachadas este y norte, con la hermosa galería sobre cinco columnas, mirador y balcones modernistas en hierro fundido que posiblemente son, junto con el portón principal de la finca, obra de Arturo Bertrand Renard, dado que este palacio es coetáneo al quiosco municipal.
Benigno Fanjul Fernández y Ángeles Cabeza Colunga, tras comprar el inmueble, realizaron una gran restauración y abrieron al exterior esta propiedad, eliminando el muro de piedra frente a la fachada principal, ante la que crearon un jardín. El resto de la finca lo dedicaron a huerto, que dividieron con diversos paseos. En 1990 sus herederos, realizaron otra restauración, reconstruyendo su cubierta y galería, siguiendo las normas del Patrimonio Artístico.

#### Casa de Pérez de Ayala
En la calle Pérez de Ayala, se encuentra la casa de veraneo de este escritor. Construida en 1874, el bajo de la casa era una vivienda humilde, mientras el piso superior era una vivienda para gente un poco más acomodada y la buhardilla para el servicio. Tiene planta rectangular y paredes construidas con sillarejo revocado. En su cara sur se aprecia el casetón de la buhardilla, los canecillos de madera en el alerón del tejado, las balconadas de hierro y la galería de madera, que presenta una disposición peculiar al estar empotrada en la fachada y no en voladizo como suele ser habitual.

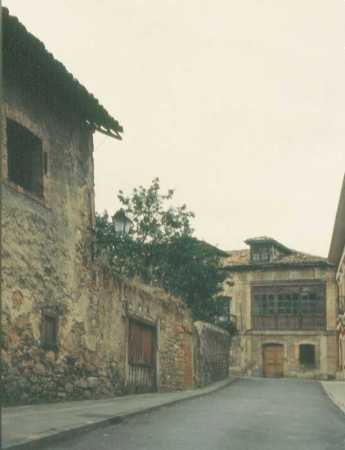
Calle de Ramón Pérez de Ayala

#### Monumentoal gochu
Escultura emplazada entre el entronque inferior del paseo y calle Fray Ramón aportada a la villa por la tan prestigiada Orden del Sabadiego. Es una estatua de un cerdo a tamaño natural en bronce, sobre un pedestal, que trata de ensalzar la figura de este animal del que se come hasta los andares. La estatua fue inaugurada en septiembre de 2001.

### Asociaciones

#### Caballeros de la Orden del Sabadiego
La Orden del Sabadiego es una cofradía gastronómica fundada en 1988 que pretende impulsar y fomentar el consumo del chorizo de sabadiego.

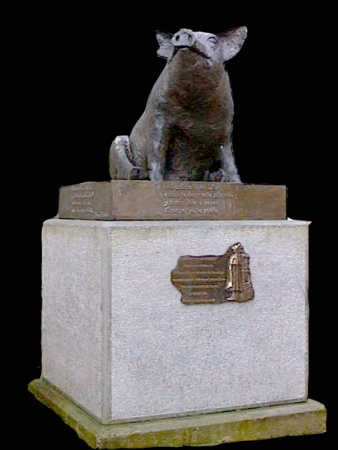
Monumento al gochu

Es presidente de honor de la Orden del Sabadiego Juan Carlos I, y son miembros honoríficos entre otros: Camilo José Cela (†), Alfredo Landa, Emilio Alarcos (†), Manuel Fraga (†), Alfredo Amestoy, Gustavo Suárez Pertierra, Rafael Fernández (†), Concha García Campoy, Arturo Fernández, Sofía Mazagatos, Carlos Bousoño, entre otros.
Según definen sus estatutos su finalidad es:
- Promover lazos de amistad entre las personas.
- Conservar, fomentar, divulgar la gastronomía local, manteniendo la cocina tradicional.
- Promover nuevos platos.
- Animar a la Hostelería y Chacinería a ampliar nuevas ofertas.
- Premiar a personas e instituciones públicas y privadas que a juicio de los Caballeros de la Orden del Sabadiego se distingan por su bien hacer en cuestiones del municipio o en otras que directa o indirectamente se relacionen y beneficien al mismo abarcando áreas comerciales, industriales, laborales, literarias, artísticas, científicas, deportivas, políticas, etc.

La celebración de los capítulos de la cofradía suele coincidir con la festividad de San Marcos el Evangelista, en el mes de abril.

### Patrimonio inmaterial
- Fiesta de San Marcos: Comienza el periodo festivo del concejo con la celebración de esta fiesta el día 25 de abril, patrono de los carniceros. Se trata de una fiesta de gran tradición local por lo que ha representado este oficio para la villa desde siempre, pero también se trata de una de las fiestas gastronómicas más importantes de Asturias y ha sido declarada Fiesta de Interés Turístico Regional. Durante la festividad se puede degustar el picadillo y el sabadiego.
- San Juan: El 23 de junio se celebra la festividad de san Juan, de gran arraigo en muchos sitios de Asturias, destacando la gran foguera que allí se celebra, y en la que se puede ver a gran cantidad de gente bailando la danza prima alrededor de ella.[18]
- Ecce Homo: Celebradas del 14 al 21 de septiembre y que son consideradas como las de mayor concurrencia. Durante estos días se celebran en la villa multitud de festejos y actos para todos los públicos entre las que destacan las verbenas y la procesión que parte de la capilla del Ecce-Homo.
- La fiesta gastronómica de los callos: Se celebra durante el primer fin de semana de diciembre, configurando estos el plato más importante de la gastronomía local, y consiguiendo una gran fama tanto a nivel regional como a nivel nacional. Es de destacar la concurrencia que en ella se da cita, en torno a 10 000 comensales, así como la cantidad de callos que allí se reparten y que viene a ser alrededor de tres toneladas.[19]

### Gastronomía
Noreña ofrece muchas variedades gastronómicas, entre ellas cabe destacar el picadillo, los callos y el chorizo de sabadiego. También cabe destacar la fabada y las carnes de cerdo. En cuanto a los postes destacan el brazo gitana, rosquillas de pepona, casadielles, arroz con leche, manzanas asadas y las castañas cocidas.

### Deporte

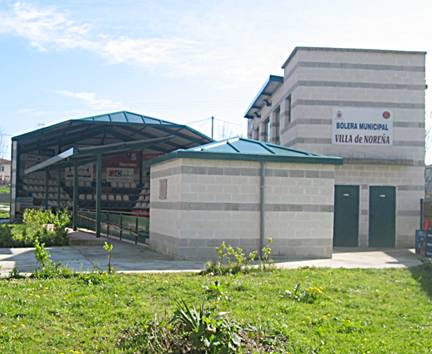
Bolera municipal

- Bolera Villa de Noreña. Los bolos tienen gran relevancia en la villa. La bolera municipal está cubierta y ha sido la última de las obras deportivas que se han realizado en estos campos. Gracias a estas instalaciones se está fomentando la práctica de este deporte tradicional, celebrando torneos de iniciación para infantiles y juveniles. Ya se cuenta con el club Villa de Noreña, en el figuran campeones de Asturias en las categorías 1.ª y 2.ª.
- Pabellón polideportivo. En él se encuentran canchas de baloncesto y voleibol. El pabellón no fue cubierto hasta el año 2004. Ha sido dotado de un marcador electrónico al ascender el equipo de baloncesto Pronor Noreña a Primera División masculina.
- Piscinas municipales. Se inauguraron en 1982; siendo una para adultos y otra, menor, para niños. Cuentan con un equipo de socorrismo, vestuarios, aseos, servicio de guardarropa y espacios de zona verde. Las costosas reparaciones y mejoras en sus instalaciones, finalizadas antes del verano de 2005, ocasionaron un gran incremento en su utilización. Las instalaciones incluyen una biblioteca.
- Campo de deportes Alejandro Ortea y Condal Club. Inaugurado el día del Ecce Homo de 1974, con la primera instalación deportiva, el campo de fútbol. Tras la ceremonia inaugural, lo estrenó el equipo local, el Condal Club, jugando contra el UD Gijón Industrial. En este mismo escenario se disputó un histórico partido entre el equipo local contra el Real Oviedo; lo más destacable del caso es que se produjo el mayor aforo de la historia para presenciar un encuentro entre un club profesional contra el equipo de Noreña, formado por aficionados, como lo han sido siempre desde la creación de este club. El Condal Club, fundado en 1940, juega en la Tercera división española y disputa sus encuentros en dicho estadio.
- Campo de Arena. Con él se han podido resolver los problemas del césped derivados del uso excesivo del campo de fútbol. Al contar con este nuevo campo, se utiliza para los entrenamientos del equipo del Condal Club y categorías inferiores del club, además, ha permitido la formación de varios equipos que figuran en diversas categorías: 1.ª de 2.ª Regional. También se utiliza en competiciones diversas, destacando los Campeonatos de Tertulies por el gran interés local que han tomado desde que se encarga de su organización la Asociación de Exjugadores del Condal CF, que preside José Manuel Blanco Mencía.